# Hyacinthella micrantha
Hyacinthella micrantha là một loài thực vật có hoa trong họ Măng tây. Loài này được (Boiss.) Chouard mô tả khoa học đầu tiên năm 1931.